# أولاد اسليمان أولاد يوسف (المركز)
أولاد اسليمان أولاد يوسف هو دُوَّار يقع بجماعة سيدي محمد بن رحال، إقليم سطات، جهة الدار البيضاء سطات في المملكة المغربية. ينتمي الدوّار لمشيخة المركز التي تضم 7 دواوير. يقدر عدد سكانه بـ 447 نسمة حسب الإحصاء الرسمي للسكان والسكنى لسنة 2004.

## روابط خارجية
- البوابة الوطنية للجماعات الترابية
- المندوبية السامية للتخطيط